# جیک گارن
جیک گارن (به انگلیسی: Jake Garn) فضانورد اهل کشور ایالات متحده آمریکا است که در ۱۲ اکتبر ۱۹۳۲ میلادی در ریچفیلد، یوتا زاده شد. وی در مأموریت اس‌تی‌اس-۵۱-دی حضور داشته است.